# フェル・ディアド

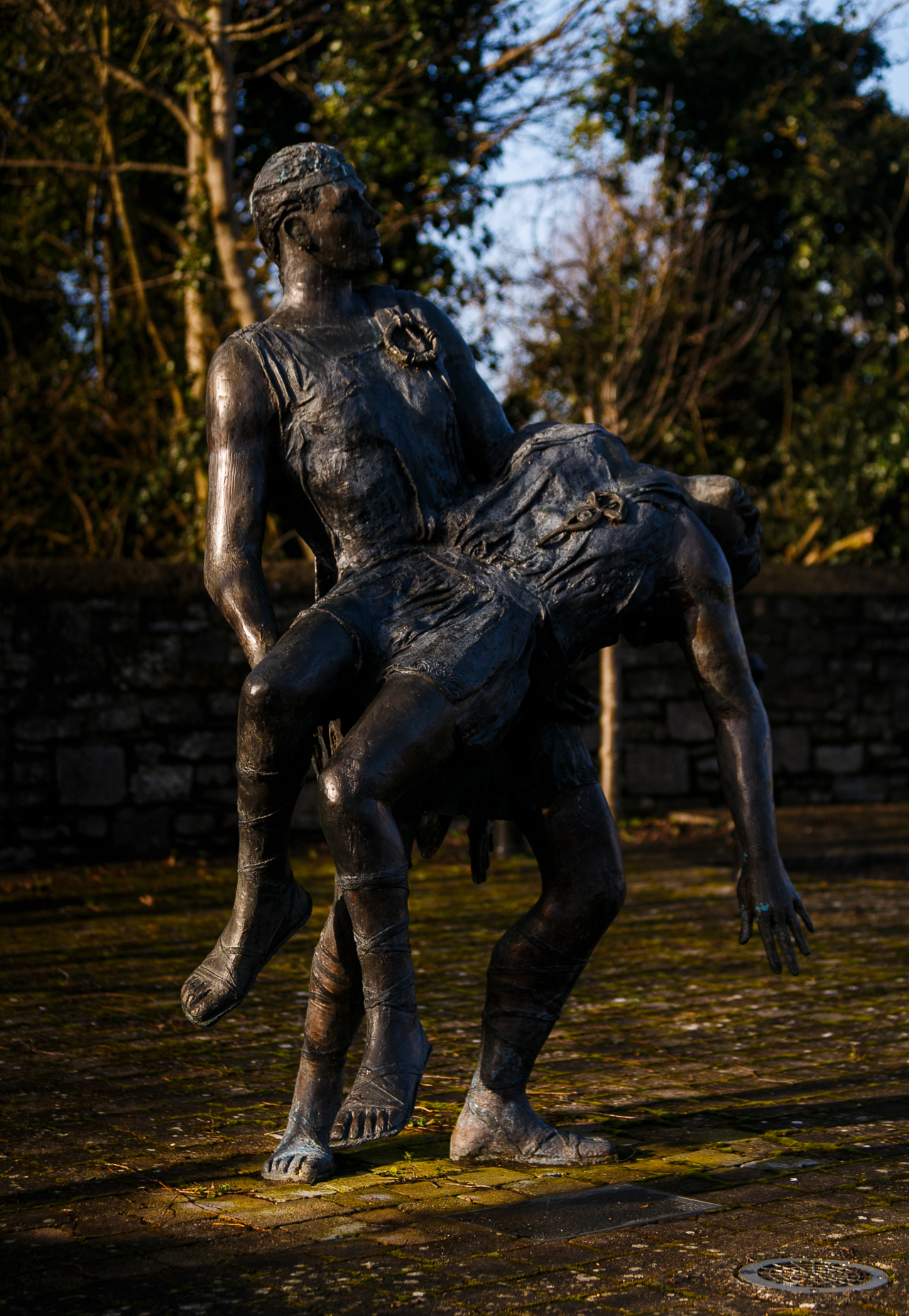
『フェルディアとクーフーリン』像。1998年、Ann Meldon Hugh作。
二人の決闘が行われたラウス県アーディーにて。

フェル・ディアド（アイルランド語: Fer Diad）は、アルスター物語群の『クーリーの牛争い』に登場する戦士。フェル・ディア、フェルディアド、フェルディアなどとも。
イルス・ドウナンのフィル・ドーナン族の出であり、コナハトの王の一人ダワーンの息子。
かつての里子兄弟であるクー・フーリンとは固い友情で結ばれていたが、メイヴの姦計によって二人は決闘することになり、肛門に槍を刺されて命を落とす。

## 挿話『フェル・ディアドとの戦い』
『フェル・ディアドとの戦い』は『クーリーの牛争い』（以下『牛争い』）の中盤の山場であり、『牛争い』の中で最も良く知られている挿話でもある。
Ó Fiannachta はこの挿話は『牛争い』の最古の校訂本には含まれているものの、更に時代をさかのぼり、失われた『牛争い』の原型には含まれていなかったとする。彼によれば『フェル・ディアドとの戦い』は、少なくとも現存する形になったのは『牛争い』が書き留められた後の事であり、その内容には『牛争い』のモチーフが大いに借用されている。
後に『フェル・ディアドとの戦い』がモチーフの借用元である『牛争い』に取り込まれたことによって、
極めて似通った粗筋を持つ『フェル・ディアドとの戦い』と『ローホ・マク・エモニシュの最期』が共に『牛争い』の中で語られることになる。一見奇妙にも思えるが、『牛争い』を時系列の順に整理された叙事詩的文学ではなく、種本もしくは資料集として編纂されたものとする説を援用すれば不自然とも言えない。

## 人物

### 少年時代
フェル・ディアドとクー・フーリンは同時期にスカータハに師事する兄弟弟子の関係にあった。
フェル・ディアドは年下のクー・フーリンをまるで自分の小間使いのように扱っていたが、クー・フーリンの側も特にそれを問題とせず、両者の関係は極めて良好であった。二人は寝食を共にし、常に連れ立って行動していた。
とは言え、幼いクー・フーリンは戦士としてフェル・ディアドの後塵を拝していたわけではなかった。フェル・ディアドとクー・フーリンはゲルマーン・ガルヴクラスとの戦いに参加したが、この戦いでフェル・ディアドは敵に剣を奪われるという失態を犯す。彼の苦境にクー・フーリンは百人もの敵兵を殺し、奪われた剣を取り戻した。戦いの後、フェル・ディアドらはスカータハの給仕係の家で泊まることになったが、フェル・ディアドは給仕係に扉の外へ放り投げられてしまった。この無礼に対し、クー・フーリンはその場で給仕係を殺して報いた。後のフェル・ディアドはこうしたクー・フーリンの恐ろしさを少年時代の曖昧な記憶として半ば忘れ去ってしまい、彼の実力を低く見積もっていた。これが彼らの対決の遠因となる。

### クーリーの牛争い

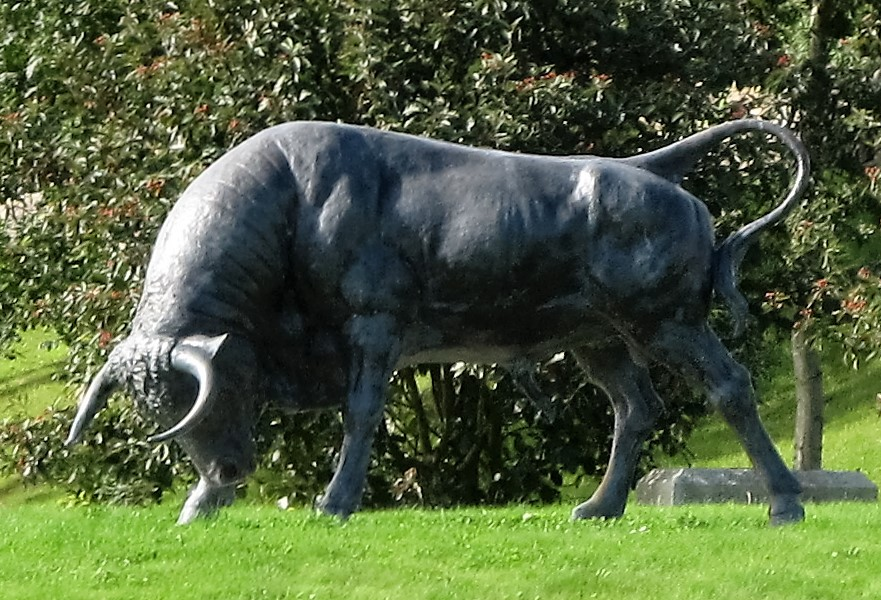
ドン・クアルンゲの像

二人の修業時代から10年後。アイルランド上王の娘でありコナハトの女王メイヴが夫への虚栄心から褐牛「ドン・クアルンゲ」を欲して引き起こした「クーリーの牛争い」は、
アイルランドをメイヴ率いる連合軍とアルスターの二つに割った大戦争となり、コナハトのフェル・ディアドとアルスターのクー・フーリンも敵味方に分かれる事となった。
勇猛果敢な戦士団を抱え本来なら連合軍に引けを取ることはないアルスターであったが、折り悪くこの戦争が起きたのは彼らがヴァハの呪いを受ける時期であり、その戦闘能力をことごとく失っていた。
アルスターの戦士の中でただ一人この呪いの影響を受けないクー・フーリンは同胞の呪いが解けるまでの間、略奪を繰り返すアイルランド連合軍に一人きりで対抗する必要があった。彼は罠を仕掛け、投石器で狙撃を行い、野営地に夜襲を敢行し、連合軍から1日あたり百人もの戦死者を出した。彼が殺したのは基本的には殺す価値があると認めた戦士たちであったが、逆に「殺す価値がある」と判断すれば戦闘員でなくとも容赦なく殺した。誤射で侍女が殺されることもあった。殺戮の手はメイヴらが遠征に連れていたペットにも及び、その中でも特にオコジョはメイヴの肩に乗って彼女に甘えている最中に投石器の狙撃を受けた。
この惨状に連合軍はクー・フーリンとの休戦を模索し始めた。休戦の条件をめぐって彼との調整が難航する中、コナハトの客将フェルグス・マク・ロイヒが「毎日連合軍は一人の戦士を出し、クー・フーリンと一騎打ちを行う」との条件を提言した。フェルグスの条件は、連合軍を足止めしてヴァハの呪いが解けるのを待っていたクー・フーリンには都合がよく、彼の意図を見抜いていた連合軍も背に腹は代えられず、ひとまずは合意に至った。連合軍は次々に戦士を一騎打ちの場に送り出し、時には協定を破って複数人をクー・フーリンにけしかけもしたが、その殆どが生きて帰ってくることは無かった。決闘で殺された戦士たちの中にはフェル・ディアドの叔父マン・ムレスキの姿もあった。

### クー・フーリンとの決闘
次のクー・フーリンの対戦相手には満場一致でフェル・ディアドが選ばれた。彼の持つ胼胝状の皮膚には尋常の刃が通ることは無く、その可能性があるとすればクー・フーリンの持つ槍「ゲイ・ボルグ」のみであろうが、それすらも跳ね返されるだろうと期待されたのだ。この里子兄弟同士の対決は双方にとって望むところではなく、フェル・ディアドは友との戦いを拒絶し召喚を無視するが、メイヴは自身の娘フィンダルをあてがい、酔わせ、決闘の約束をさせる。その後、酔いが醒めたことで渋るフェル・ディアドを吟遊詩人に臆病者と侮辱させると脅し、最後には言葉巧みにクー・フーリンがフェル・ディアドを誹っていたと騙して対決へと誘導した。一方、フェルグス・マク・ロイヒと密会し次の対戦相手にフェル・ディアドが選ばれたことを知ったクー・フーリンも、旧友を殺さねばならない運命に悄然とした様子を見せた。
翌日、両雄は川の浅瀬を決闘場所に選ぶと、スカータハから授かった武術の全てを尽くして激突した。
フェル・ディアドは優勢に戦いを進めていたが、クー・フーリンの御者ライグが主人に対して野次を飛ばすと、彼は怒りで膀胱のように膨れ上がりフェル・ディアドを圧すほどの体格となった。次に、ライグは川の上流からゲイ・ボルグを流して彼へと渡した。クー・フーリンはつま先で槍を捕らえると、これをまずフェル・ディアドの肛門へ、次に胸へと放った。最初の一撃でフェル・ディアドの肛門に突き刺さったゲイ・ボルグは彼の体内で24もの棘を開いてこれを引き裂き、二撃目は彼のあばらを砕き心臓を貫いた。クー・フーリンが「これ以前の対戦はみな遊びのようなものであった」と評するほどの激闘はこうして幕を下ろした。
この戦いの場となった浅瀬は、彼の名からアート・イル・ディアと名付けられる。